# Мале Колесово
Мале Колесово (рос. Малое Колесово) — село Кабанського району, Бурятії Росії. Входить до складу Сільського поселення Колесовське.
Населення — 213 осіб (2015 рік).